# Ettore Veuillet d'Yenne
Antonio Francesco Ettore Veuillet d'Yenne Marchese de la Saunière (Yenne, 30 agosto 1758 – Genova, 17 giugno 1830) è stato un politico e generale italiano, ufficiale veterano delle guerre napoleoniche, dopo la restaurazione, nel 1815 rientrò in servizio nell'Armata Sarda, e tra il 1820 e il 25 maggio 1822 ricoprì la carica di Viceré, Luogotenente e Capitano generale del Regno di Sardegna.

## Biografia
Nacque a Yenne antico borgo di Savoia, situato ai piedi del monte Chat sul Rodano, il 30 agosto 1758, figlio del marchese Giovanni Luigi Veuillet d'Yenne (morto 1793) e di Sofia de Menthon. All'età di dodici anni fu portato a Torino e presentato a re Carlo Emanuele III, di cui divenne Paggio d'Onore e dal 1770 al 1774 frequentò la Regia Accademia Militare di Torino. Diventò poi primo cornetta nel Reggimento "Dragoni della Regina". Ufficiale di cavalleria si segnalò nella guerra delle Alpi (1792-1793), nel corso della quale la Savoia fu annessa alla Francia fu posto nelle liste degli emigrati e i suoi beni vennero confiscati. Il 15 maggio 1793 era capitano nel Reggimento "Dragoni della Regina", e fu poi promosso maggiore di reggimento servendo sotto i principi Duca d'Aosta e Duca del Monferrato, partecipando alla guerra del contado di Nizza. Il 19 aprile 1796 fu promosso luogotenente colonnello di cavalleria, e il 10 novembre 1798 divenne luogotenente colonnello effettivo nel Reggimento Piemonte Reale Cavalleria. Il 1 febbraio 1799 (13 Piovoso dell’anno 7° della Repubblica Francese), nella rivista in tale data è indicato come chef d’escadron nel 4º Reggimento "Dragoni Piemontesi" costituito il 21 dicembre 1798 (1 nevoso dell’anno 7° della Repubblica Francese), e il 27 settembre 1799, ricevette l'ordine dal barone Giuseppe Amedeo Sallier de la Tour di portarsi a Novara dove era previsto uno dei concentramenti delle unita di cavalleria realiste. Nel 1800 partecipò alla campagna contro i francesi condotta dalle truppe austro-piemontesi combattendo nel contado di Nizza, sul basso colle di San Verano, e ottenendo l'onorificenza di Commendatore del Real Ordine militare di Savoia. Dopo l'occupazione del Piemonte da parte di Napoleone Bonaparte e la partenza del re Carlo Emanuele IV per la Sardegna, si ritirò a vita privata in Savoia, stabilendosi a Yenne, da dove aiutava i prigionieri spagnoli rinchiusi nella fortezza Pierre-Châtel. Recatosi a Parigi riuscì ad ottenere la cancellazione del suo nome dalla lista degli emigrati, rientrando parzialmente in possesso dei suoi beni.
Dopo la restaurazione, il 19 luglio 1814 re Vittorio Emanuele I lo nominò colonnello comandante del Reggimento dei "Dragoni della Regina", e fu promosso maggior generale il 19 gennaio 1815 assumendo il comando della cavalleria del corpo d'armata di Latour nel corso della breve campagna militare contro la Francia, combattendo nel Delfinato sotto gli ordini del generale conte di Bubna al comando di due reggimenti di cavalleria inquadrati nella Divisione Austro-Sarda. Dopo il rientro a Parigi il Re di Francia Luigi XVIII lo nominò Commendatore dell'Ordine di San Luigi da   Fu presidente della Commissione Austro-Sarda incaricata di fortificare la linea di difesa delle Alpi, da Nizza alla Savoia, opera per il quale fu successivamente nominato Cavaliere dell'Ordine imperiale di Leopoldo d'Austria su proposta del principe Klemens von Metternich. e venne nominato comandante della Divisione militare di Cuneo il 27 dicembre 1815, divenendo poi governatore della città all'inizio del 1816. Promosso tenente generale il 4 agosto 1820 e nell'estate quell'anno per alcuni mesi fu governatore di Torino.  Cavaliere di Gran Croce dell'Ordine dei Santi Maurizio e Lazzaro l'11 novembre 1816,  venne incaricato provvisoriamente di svolgere le funzioni di Viceré di Sardegna, arrivando a Cagliari a bordo della fregata Maria Teresa il 9 novembre 1820 e vi prestò giuramento il 14 dello stesso mese. Nominato Viceré e Capitano Generale della Sardegna effettivo con Regio Biglietto del 4 maggio 1821, durante il suo incarico dovette applicare l'Editto delle chiudende del 6 ottobre 1820 e reprimere violentemente la rivolta popolare scoppiata ad Alghero per penuria di grano il 25 marzo 1821 (con molte condanne a morte eseguite). A torto si collegò tale sommossa con quella politica, coeva, del Piemonte. Dopo la salita al trono di Duca del Genovese (19 aprile 1821), partì da Cagliari il 25 maggio 1822. Il 28 ottobre 1822 fu nominato Cavaliere dell'Ordine supremo della Santissima Annunziata. 
Nel 1822 fu nominato Governatore del Ducato e della città di Genova, e si spense in quella città il 17 giugno 1830. La salma fu poi sepolta nella Certosa reale di Collegno.
A Cagliari gli è dedicata Piazza Yenne, in precedenza piazza San Carlo, di cui aveva voluto la costruzione.

### Annotazioni
1. ↑  Nel 1822 si presentò a lui il Conte Alberto Della Marmora, costretto a soggiornare sull'ìisola dal 1822 al 1831, per le sue idee liberali e al quale la Sardegna ispirò tanto amore da indurlo a comporre il Voyage en Sardaigne.

### Fonti
1. 1 2 3 4 5  Ilari, Shama 2008, p. 511.
2. ↑  Memorie di religione, di morale e di letteratura, Volume XVII, 1830, p. 600.
3. ↑  Memorie di religione, di morale e di letteratura, Volume XVII, 1830, p. 577.
4. ↑  Memorie di religione, di morale e di letteratura, Volume XVII, 1830, p. 579.
5. ↑  Memorie di religione, di morale e di letteratura, Volume XVII, 1830, p. 580.
6. 1 2 3 4  Lo Faso di Serradifalco 2016, p. 458.
7. ↑  Memorie di religione, di morale e di letteratura, Volume XVII, 1830, p. 581.
8. ↑  Memorie di religione, di morale e di letteratura, Volume XVII, 1830, p. 582.
9. 1 2  Memorie di religione, di morale e di letteratura, Volume XVII, 1830, p. 585.
10. ↑  Memorie di religione, di morale e di letteratura, Volume XVII, 1830, p. 587.
11. ↑  Memorie di religione, di morale e di letteratura, Volume XVII, 1830, p. 588.
12. 1 2 3  Memorie di religione, di morale e di letteratura, Volume XVII, 1830, p. 594.
13. 1 2  (FR) Ordre Royal et Militaire de Saint-Louis, su saint-louis.info. URL consultato il 21 ottobre 2016 (archiviato dall'url originale il 16 luglio 2011).
14. 1 2  Memorie di religione, di morale e di letteratura, Volume XVII, 1830, p. 595.
15. ↑  Memorie di religione, di morale e di letteratura, Volume XVII, 1830, p. 597.
16. ↑  Memorie di religione, di morale e di letteratura, Volume XVII, 1830, p. 598.
17. ↑  Memorie di religione, di morale e di letteratura, Volume XVII, 1830, p. 601.
18. 1 2   Fiorenzo Anglesio - Ugo Berutti, Stemmi araldici dei Cavalieri dell'Ordine Supremo della SS.ma Annunziata sepolti nella Reale Certosa di Collegno di Torino (PDF), su socistara.it, Società Italiana di Studi Araldici,  pp. 11-12. URL consultato il 21 ottobre 2016 (archiviato dall'url originale il 21 ottobre 2016).
19. ↑  Memorie di religione, di morale e di letteratura, Volume XVII, 1830, p. 637.
20. ↑   I Cavalieri della SS Annunziata, su blasonariosubalpino.it, Blasonario subalpino. URL consultato il 20 ottobre 2016.
21. ↑  Memorie di religione, di morale e di letteratura, Volume XVII, 1830, p. 614.